# Kelci Bryant
Kelci Marie Bryant (Springfield, 15 de enero de 1989) es una deportista estadounidense que compitió en saltos de trampolín.
Participó en dos Juegos Olímpicos de Verano en los años 2008 y 2012, obteniendo una medalla de plata en Londres 2012 en la prueba sincronizada. En los Juegos Panamericanos de 2007 consiguió dos medallas, plata en sincronizada y bronce en individual.

## Palmarés internacional
| Juegos Olímpicos     | Juegos Olímpicos        | Juegos Olímpicos  | Juegos Olímpicos     |
| Año                  | Lugar                   | Medalla           | Prueba               |
| -------------------- | ----------------------- | ----------------- | -------------------- |
| 2012                 | Londres (Reino Unido)   | Medalla de plata  | Trampolín 3 m sincro |
| Juegos Panamericanos |                         |                   |                      |
| Año                  | Lugar                   | Medalla           | Prueba               |
| 2007                 | Río de Janeiro (Brasil) | Medalla de plata  | Trampolín 3 m sincro |
| 2007                 | Río de Janeiro (Brasil) | Medalla de bronce | Trampolín 3 m        |